# Lee C. Teng
Lee Chang-li Teng (chinesisch 鄧昌黎; * 5. September 1926 in Peiping; † 24. Juni 2022) war ein chinesisch-US-amerikanischer Physiker, der sich mit Teilchenbeschleunigern beschäftigte.
Teng studierte an der Fu Jen Universität in Peking (Bachelorabschluss 1946). Ab 1947 war er in den USA, wo er 1951 an der University of Chicago promoviert wurde. Dort entwickelte er am Synchro-Zyklotron Fermi eine Auskopplungsmethode für Teilchenstrahlen (resonant beam extraction), die noch heute verwendet wird. 1951 wurde er Assistant Professor an der University of Minnesota, 1953 Associate Professor an der Wichita State University und war ab 1955 am Argonne National Laboratory, wo er 1961 Direktor der Beschleuniger-Abteilung wurde und damals das Zero Gradient Synchrotron (ZGS) baute. Ab 1967 war er Ko-Leiter (Associate Head) der Beschleunigerabteilung des Fermilab (und Leiter der theoretischen Abteilung für Beschleuniger), was er bis 1989 blieb. Beim Bau des Tevatrons Anfang der 1980er Jahre war er kurz Associate Director der Beschleunigerabteilung und später Leiter des Advanced Accelerator  Project. 1989 bis 1997 war er Leiter des Beschleunigers der Advanced Photon Source am Argonne National Laboratory. 2004 ging er dort offiziell in den Ruhestand (blieb aber Emeritus Senior Scientist).
Dazwischen war er 1983 bis 1985 Gründungs-Direktor des Synchrotron Radiation Research Center (NSRRC) in Taiwan.
Ende der 1980er Jahre entwickelte er am Fermilab einen Beschleuniger für die Strahlentherapie mit Protonen (ein schwach fokussierendes Synchrotron mit einer Energie bis 250 MeV), der am Loma Linda Hospital in Kalifornien gebaut wurde und der erste seiner Art war.
2007 erhielt er den Robert R. Wilson Prize für die Entwicklung von Techniken für Extraktion und Überwinden von Übergängen von Teilchenstrahlen bei Hadronen-Synchrotronen und Speicherringen, für seine Entwicklung einer Matrizentheorie für Teilchenstrahlen und für Führungsrolle beim Bau einer Anlage für Strahlentherapie mit Protonen. Er war Fellow der American Physical Society und der Academia Sinica in Taiwan.